# Johann I. von Arcis
Johann I. von Arcis (französisch: Jean d’Arcis; † 7. Juli, wohl 1191 vor Akkon) war ein Burgherr von Arcis-sur-Aube (Haus Chacenay) in der Champagne. Er war ein jüngerer Sohn des Anséric I. von Montréal († 1170) und der Adelheid von Pleurs.
Mit seinem älteren Bruder Anséric II. ist Johann erstmals im Jahr 1164 in einer Urkunde ihres Vaters belegt. Während der Ältere beim Tod des Vaters die väterliche Stammburg Montréal erbte, erhielt Johann die Burg von Arcis-sur-Aube. Im Jahr 1189 bekundete er wie sein Bruder seine Teilnahme am dritten Kreuzzug. Wahrscheinlich zogen die beiden nicht mit ihrem Vetter Erhard I. von Chacenay im Vorauskommando der französischen Kreuzritter im Sommer 1190 nach Outremer, sondern gehörten dem Gefolge des Herzogs von Burgund an, der mit König Philipp II. August 1191 das Lager vor Akkon erreichte. Das Nekrolog von Notre-Dame-de-Montréal verzeichnet seinen Tod an einem 7. Juli, ohne ein Todesjahr dazu zu nennen. Wahrscheinlich starb er 1191 während der Belagerung von Akkon, wie auch schon sein Bruder und ihr Vetter.
Verheiratet war Johann I. mit Helisende († nach 1226), einer Tochter des Grafen Rainald IV. von Joigny. Nach seinem Tod heiratete sie Graf Milon IV. von Bar-sur-Seine. Ihre Kinder waren:
- Johann II. († ~1219/22), Herr von Arcis-sur-Aube.
- Anséric, Thesaurar von Langres.
- Guido/Guy († ~1241), Herr von Arcis-sur-Aube.

## Weblink
- SEIGNEURS de CHACENAY bei fmg.ac

| Personendaten    | Personendaten           |
| ---------------- | ----------------------- |
| NAME             | Johann I. von Arcis     |
| ALTERNATIVNAMEN  | Jean d’Arcis            |
| KURZBESCHREIBUNG | Herr von Arcis-sur-Aube |
| GEBURTSDATUM     | 12. Jahrhundert         |
| STERBEDATUM      | 7. Juli 1191            |
| STERBEORT        | Akkon                   |